# Euphorbia parishii
Euphorbia parishii es una especie fanerógama perteneciente a la familia de las euforbiáceas. 

## Descripción
Es una hierba perenne que forma un pequeño parche sobre el terreno. La diminuta inflorescencia es un ciatio de un milímetro de ancho.  Se compone de varias glándulas redondeadas de néctarios en tonos de amarillo a rojo en torno  con muchas diminutas flores masculinas y una flor femenina. De esta último se desarrolla en un fruto esférico de dos milímetros de ancho.

## Distribución
Es nativa de los suelos arenosos de los desiertos de California y Nevada hasta México.

## Taxonomía
Euphorbia parishii fue descrita por Greene y publicado en Bulletin of the California Academy of Sciences 2(5A): 56. 1886.
Etimología
Euphorbia: nombre genérico que deriva del médico griego del rey Juba II de Mauritania (52 a 50 a. C. - 23), Euphorbus, en su honor – o en alusión a su gran vientre –  ya que usaba médicamente Euphorbia resinifera. En 1753 Carlos Linneo asignó el nombre a todo el género.
parishii: epíteto otorgado en honor del botánico estadounidense Samuel Bonsall Parish (1838 -1928) quien descubrió la especie.
Sinonimia
- Chamaesyce parishii (Greene) Millsp. ex Parish (1913).
- Euphorbia polycarpa var. parishii (Greene) Jeps. (1936).
- Euphorbia patellifera J.T.Howell (1933).[5][6]